# Vert malachite
Pour les articles homonymes, voir Malachite (homonymie).
Le vert  malachite est un composé organique à structure triarylméthane principalement utilisé comme colorant. Il est référencé dans le Colour Index sous le numéro C.I. 42000 est sous la dénomination « C.I. Basic Green 4 ».
Son nom fait référence à la malachite, un minéral formé de carbonate de cuivre hydraté d'une belle coloration verte, bien que leurs compositions chimiques n'aient rien de commun.

## Propriétés physiques
La solution aqueuse du vert Malachite a un goût légèrement amer.
Une caractéristique intéressante du vert Malachite est sa propriété d'indicateur coloré de pH en chimie (il possède deux zones de virages, une en milieu très acide et une en milieu très basique).
Ce produit qui est toxique teintait les dents quand il était utilisé comme désinfectant buccal. Une solution d'éthanol permettait alors d'enlever cette coloration.

## Usages
Le vert malachite est utilisé comme indicateur coloré pour mettre en évidence la présence de sulfites dangereux pour la santé.
Il a aussi été employé comme pesticide antiparasitaire, comme fongicide contre les infections fongiques de certains animaux et comme bactéricide pour le traitement d'infections bactériennes (des poissons et des œufs de poisson en pisciculture notamment) et aussi en aquariophilie. Toutefois son usage présente des inconvénients.

## Risques sanitaires
En 1992 il a été démontré au Canada que ce produit présente un risque sanitaire significatif pour les humains qui ont mangé des poissons contenant du vert de Malachite et le composé a été répertorié en classe II.
Cela a été confirmé en 2002 par des études officielles réalisées en Suisse (Service de protection de la consommation à Genève).
Il s'est avéré que la molécule était toxique pour les cellules humaines et qu'il existait une possibilité qu'elle soit la cause de la formation de tumeurs du foie. Cependant, en raison de sa facilité de préparation et du faible coût de sa synthèse, il est encore employé dans certains pays (asiatiques, particulièrement) avec des lois moins restrictives ne concernant pas l'aquaculture.

## Contaminant alimentaire
En 2005, des anguilles et d'autres espèces de poissons importés de Chine ont été trouvés à Hong Kong avec des traces de ce produit chimique.
Ce contaminant fait partie des produits interdits en France, recherché via des prélèvements aléatoires de poissons mis sur le marché dans le cadre des plans de surveillance et de contrôle imposés par l'Europe et mis en œuvre par la DGAL. À ces occasions, des cas de contamination sont périodiquement détectés et signalés (exemple : quatre poissons contenaient du vert malachite sur 214 échantillons provenant de poissons élevés en bassin et analysés en 2010 par la DGCCRF, soit 1,87% de cas de non-conformité pour ce type de poissons en 2010). En octobre 2013 le bilan 2012 a été publié.

## Propriétés acido-basiques
Le vert de Malachite est utilisé comme indicateur coloré dans les dosages acido-basiques en chimie. Il possède trois formes différentes caractérisées par différentes couleurs qui permettent de déterminer le pH d'une solution.
| Couleurs du vert de Malachite | forme acide jaune | zone de virage 1 pH 0.2 à pH 1,8 | forme classique bleu-vert | zone de virage 2 pH 11.5 à pH 13.2 | forme basique incolore |

## Synthèse du vert de Malachite[10]
L'addition d'un réactif de Grignard (ici le chlorure de phénylmagnésium C6H5MgCl) sur la cétone de Michler (ou 4,4'-bis(diméthylamino)-benzophénone (Me2NPh)2CO) conduit à l'obtention d'un alcoolate tertiaire intermédiaire.
Dans un second temps, une hydrolyse en milieu acide fort (HCl 1N) conduit à l'alcool tertiaire intermédiaire. Ce dernier se déshydrate spontanément au sein du mélange réactionnel formant le carbocation stable, soluble dans de l'eau.
Le vert de Malachite est stabilisé par mésomérie.

## Divers
- En 1974, le cinéaste français Robert Lamoureux réalise le film Impossible... pas français qui réunit notamment Jean Lefebvre, Pierre Mondy, Pierre Tornade et Michel Creton où il est question d'acheminer, non sans mal, une importante cargaison de malachite vers Le Havre.